# WIBE
WIBE är ett företag i Mora som grundades 1929 av fabrikören Anders Wikstrand med finansiering av skogsförvaltaren Victor Berg. Verksamheten delades 2004 upp av dåvarande ägaren Schneider Electric i kabelförläggning som man själva fortsatte driva och WIBE Ladders som förvärvades av Hultafors AB, mest känt som ledande tillverkare av tumstockar.
Schneider Electric med huvudkontor i Paris är marknadsledande för tillverkning av materiel för kabelförläggning samt stålmaster i storlekar från belysningsstolpar till radiomaster om mer än 100 m. I Mora har Schneider en anläggning för varmförzinkning med mycket stor kapacitet.
Wibe Ladders med tillverkning i Nässjö har ca 40 anställda och säljer bland annat arbetsbockar, trappstegar och klätterstegar. Förutom Sverige säljer WIBE Ladders i Danmark, Norge och Finland.